# Chloropsina completa
Chloropsina completa är en tvåvingeart som först beskrevs av Becker 1913.  Chloropsina completa ingår i släktet Chloropsina och familjen fritflugor.
Artens utbredningsområde är Etiopien. Inga underarter finns listade i Catalogue of Life.